# یوان چنگ فونگ
یوان چنگ فونگ (انگلیسی: Yuan-Cheng Fung; ۱۵ سپتامبر ۱۹۱۹ – ۱۵ دسامبر ۲۰۱۹) دانشمند در زمینه مهندسی زیستی و بیومکانیک اهل ایالات متحده آمریکا بود.
وی همچنین برندهٔ جوایزی همچون نشان ملی علوم و کمک‌هزینه گوگنهایم شده‌است.